# Sophie de Habsbourg (1959)
Pour les articles homonymes, voir Sophie d'Autriche.
Sophie de Habsbourg, également connue comme Sophie Habsburg, née à Boulogne-Billancourt, France, le 19 janvier 1959, est une descendante des empereurs d'Autriche et porte le titre de courtoisie d'archiduchesse d'Autriche. Elle suit une carrière dans la mode, comme mannequin, puis journaliste. Elle est également designer.

## Biographie

### Famille
Seconde fille de l'archiduc Ferdinand d'Autriche (1918-2004) et de la comtesse Hélène de Toerring-Jettenbach (1937) mariés en 1956, Sophie de Habsbourg naît à Boulogne-Billancourt, en France, le 19 janvier 1959. Elle a une sœur aînée : Élisabeth (1957-1983) et un frère cadet : Maximilian (1961),.
Ses grands-parents paternels sont : l'archiduc Maximilien-Eugène d'Autriche (1895-1952) et la princesse Franziska zu Hohenlohe-Waldenburg-Schillingsfürst (1897-1989), tandis que ses grands-parents maternels sont le comte Charles-Théodore de Toerring-Jettenbach (1900-1967) et la princesse Élisabeth de Grèce (1904-1955),.

### Mariage et descendance
Le 31 janvier 1990, l'archiduchesse Sophie épouse civilement au château Mirabell de Salzbourg, puis religieusement en la Franziskanenkirche de la même ville, le 11 février suivant, Mariano Hugo Fürst zu Windisch-Graetz, né à Trieste le 27 juillet 1955, fils aîné de Maximilian Fürst zu Windisch-Graetz (1914-1976) et de Donna Maria Luisa Serra di Carafa di Gerace (1921-2008), industriel, diplomate et gentilhomme d'honneur du pape,.
Ils deviennent parents de trois enfants, :
- Massimiliano zu Windisch-Graetz, né à Salzbourg, le 4 août 1990, prince de Windisch-Graetz ;

- Alexis zu Windisch-Graetz, né à Rome, le 10 décembre 1991 et mort des suites d'un accident d'automobile à l'hôpital San Sebastiano de Caserte, Campanie, le 9 février 2010[6], prince Windisch-Graetz ;

- Larissa zu Windisch-Graetz née à Rome, le 11 décembre 1996, princesse de Windisch-Graetz.

### Carrière
Après des études en France, Sophie de Habsbourg s'établit en Espagne en 1982 et entame une carrière dans la mode, comme mannequin, puis comme journaliste et également de designer. Après son mariage en 1990, elle réside en Italie,.